# Resolutie 643 Veiligheidsraad Verenigde Naties
Resolutie 643 van de Veiligheidsraad van de Verenigde Naties werd unaniem aangenomen op 31 oktober 1989. Met deze resolutie werd opnieuw geëist dat resolutie 435 betreffende het VN-plan voor de onafhankelijkheid van Namibië strikt moest worden uitgevoerd.

## Achtergrond
Het mandaat dat Zuid-Afrika over Zuidwest-Afrika had gekregen werd in de jaren zestig door de Verenigde Naties ingetrokken. Zuid-Afrika weigerde echter Namibië te verlaten. Het Zuid-Afrikaanse bestuur aldaar werd illegaal verklaard en Zuid-Afrika kreeg sancties opgelegd. Eind jaren zeventig leek de onafhankelijkheid van Namibië dan toch in zicht te komen en er werd gewerkt aan de organisatie van verkiezingen.

## Inhoud
De Veiligheidsraad:
- bevestigt al zijn resoluties over Namibië en de resoluties 435, 629, 632 en 640 in het bijzonder;
- bevestigt ook dat het VN-plan in resolutie 435 de enige aanvaardbare basis voor een vreedzame regeling van de kwestie-Namibië is
- heeft beraad over het rapport van secretaris-generaal Javier Pérez de Cuéllar;
- betreurt dat één week voor de verkiezingen nog niet voldaan is aan alle voorwaarden;
- bemerkt de gemaakte vooruitgang en de overblijvende hindernissen;
- bevestigt de verantwoordelijkheid van de Verenigde Naties over Namibië tot de onafhankelijkheid;

1. verwelkomt het rapport van de secretaris-generaal;
2. steunt de secretaris-generaals inspanningen om resolutie 435 ten uitvoer te brengen;
3. vastberaden om resolutie 435 in originele vorm uit te voeren om vrije verkiezingen te verzekeren;
4. bevestigt zijn toewijding om de verantwoordelijkheid over Namibië te dragen tot het werkelijk onafhankelijk is;
5. eist dat alle betrokkenen, en vooral Zuid-Afrika, onmiddellijk en strikt voldoen aan de resoluties 435, 632 en 640;
6. Herhaalt zijn eis dat alle paramilitaire- en etnische strijdkrachten ontmanteld worden;
7. vraagt de secretaris-generaal te werken aan de onmiddellijke vervanging van de Zuid-Afrikaanse Defensiemacht;
8. eist dat overblijvende beperkende en discriminerende wetten onmiddellijk worden ingetrokken;
9. nodigt de secretaris-generaal uit om het volstaan van het aantal politietoezichters op de voet te blijven volgen;
10. eist dat de Zuidwest-Afrikaanse politie samenwerkt met de burgerpolitie van de (Overgangsassistentie)Groep;
11. mandateert de secretaris-generaal om al het nodige te doen om de territoriale integriteit van Namibië en de vreedzame overgang naar onafhankelijkheid te garanderen;
12. vraagt de secretaris-generaal om hulp voor te bereiden voor de periode na de verkiezingen tot de onafhankelijkheid;
13. doet een oproep aan de lidstaten, de VN-organisaties, intergouvernementele organisaties en niet-gouvernementele organisaties hulp te verlenen tijdens de overgangsperiode.
14. besluit om opnieuw bijeen te komen als niet aan deze resolutie wordt voldaan;
15. vraagt de secretaris-generaal om zo snel mogelijk te rapporteren over de uitvoering van deze resolutie;
16. besluit om op de hoogte te blijven.

## Verwante resoluties
- Resolutie 632 Veiligheidsraad Verenigde Naties
- Resolutie 640 Veiligheidsraad Verenigde Naties
- Resolutie 652 Veiligheidsraad Verenigde Naties (1990)
- Resolutie 765 Veiligheidsraad Verenigde Naties (1992)

Lijst ·  627 ·  628 ·  629 ·  630 ·  631 ·  632 ·  633 ·  634 ·  635 ·  636 ·  637 ·  638 ·  639 ·  640 ·  641 ·  642 ·  643 ·  644 ·  645 ·  646